# Maksim Osipienko
Maksim Aleksandrowicz Osipienko (ros. Максим Александрович Осипенко; ur. 16 maja 1994 w Omsku) – rosyjski piłkarz grający na pozycji środkowego obrońcy. Od 2020 jest zawodnikiem klubu FK Rostów.

## Kariera klubowa
Swoją karierę piłkarską Osipienko rozpoczął w 2003 roku w juniorach klubu Neftjanik Omsk. Następnie został zawodnikiem klubu Irtysz Omsk i w 2013 roku został członkiem pierwszego zespołu Irtyszu. 6 sierpnia 2013 zadebiutował w jego barwach we Wtoroj diwizion w zremisowanym 1:1 wyjazdowym meczu z Bajkałem Irkuck. W zespole Irtysza występował do końca 2015 roku.
Na początku 2016 roku Osipienko przeszedł do grającego w Pierwyj diwizion, Fakiełu Woroneż. Swój debiut w nim zaliczył 12 marca 2016 w zwycięskim 3:0 domowym spotkaniu z FK Tiumeń. Zawodnikiem Fakiełu był do końca sezonu 2018/2019.
19 czerwca 2019 Osipienko został piłkarzem FK Tambow, do którego przeszedł na zasadzie wolnego transferu. W Tambowie swój debiut zanotował 14 lipca 2019 w przegranym 1:2 wyjazdowym meczu z Zenitem Petersburg. Grał w nim przez pół roku. 
W styczniu 2020 Osipienko przeszedł za pół miliona euro do FK Rostów. Swój debiut w nim zaliczył 29 lutego 2020 w zremisowanym 1:1 wyjazdowym meczu z Achmatem Grozny.
| Sezon   | Klub           | Kraj  | Rozgrywki        | Mecze | Gole |
| ------- | -------------- | ----- | ---------------- | ----- | ---- |
| 2013/14 | Irtysz Omsk    | Rosja | Wtoroj diwizion  | 12    | 2    |
| 2014/15 | Irtysz Omsk    | Rosja | Wtoroj diwizion  | 24    | 4    |
| 2015/16 | Irtysz Omsk    | Rosja | Wtoroj diwizion  | 14    | 1    |
| 2015/16 | Fakieł Woroneż | Rosja | Pierwyj diwizion | 12    | 2    |
| 2016/17 | Fakieł Woroneż | Rosja | Pierwyj diwizion | 22    | 2    |
| 2017/18 | Fakieł Woroneż | Rosja | Pierwyj diwizion | 37    | 4    |
| 2018/19 | Fakieł Woroneż | Rosja | Pierwyj diwizion | 33    | 1    |
| 2019/20 | FK Tambow      | Rosja | Priemjer-Liga    | 17    | 1    |
| 2019/20 | FK Rostów      | Rosja | Priemjer-Liga    | 9     | 0    |
| 2020/21 | FK Rostów      | Rosja | Priemjer-Liga    | 28    | 0    |

## Kariera reprezentacyjna
W reprezentacji Rosji Osipienko zadebiutował 7 września 2021 w wygranym 2:0 meczu eliminacji do MŚ 2022 z Maltą, rozegranym w Moskwie.